# Jacob Laursen (Fußballspieler, 1971)
Jacob Thaysen-Laursen (* 6. Oktober 1971 in Vejle) ist ein ehemaliger dänischer Fußballspieler. Als Abwehrspieler gewann er in den Jahren 1994 (mit dem Silkeborg IF) und 2001 (mit dem FC Kopenhagen) jeweils die dänische Meisterschaft. Dazu spielte er in der englischen Premier League für Derby County und Leicester City. Er bestritt 25 A-Länderspiele für die dänische Nationalmannschaft, war Teilnehmer der Euro 1996 in England sowie der WM-Endrunde 1998 in Frankreich und gewann 1995 den König-Fahd-Pokal, den Vorläufer des Confed Cups.

## Sportlicher Werdegang

### Vereinskarriere

#### Anfänge in Dänemark
Laursen wuchs in Vejle in der dänischen Region Syddanmark auf und erlernte das Fußballspielen zunächst beim kleinen Klub Vejle Kammeraterne, bevor er es ihn im Jahr 1987 zum „großen“ Erstligisten Vejle BK zog. Dort entwickelte er sich zu einem der größten dänischen Talente und erhielt im Jahr 1989 die Auszeichnung zum besten U-19-Spieler des Landes. Zu Beginn der Saison 1990/91 trat er erstmals im UEFA-Pokal für Vejle an und verlor in den beiden Partien jeweils gegen den FC Admira/Wacker aus Österreich. Ab 1991 war er dann Stammspieler für den Verein in der neu gegründeten Superliga und verpasste in den zwei Jahren nur eines von 36 Ligaspielen. Als der Verein nach Abschluss der Saison 1991/92 als Vorletzter in die Zweitklassigkeit abstieg, wechselte er zu Silkeborg IF, das selbst nur knapp vor Vejle den Klassenerhalt geschafft hatte.
Unter dem neuen Trainer Bo Johansson entwickelte sich Silkeborg zu einem Spitzenverein und mit Laursen als Stammspieler in der Abwehrformation gewann der Klub im Jahr 1994 zum ersten Mal in seiner Geschichte die dänische Meisterschaft. Unmittelbar darauf verließ Johansson den Verein wieder. In den folgenden beiden Jahren konnte Silkeborg unter den wechselnden Trainern Bo Nilsson, Frank Petersen und Preben Elkjær Larsen nicht mehr an den Erfolg anknüpfen und für eine Ablösesumme von 500.000 Pfund heuerte Laursen im Juli 1996 beim englischen Erstligisten Derby County an.

#### Derby County
Laursen war beim Erstligaaufsteiger eine von vielen erfolgreichen Verpflichtungen jenseits der britischen Inseln des Erfolgstrainers Jim Smith. Nach einem unglücklichen Debüt gegen Leeds United (3:3) mit einem Eigentor nach nur 19 Minuten etablierte er sich in den folgenden vier Jahren mit insgesamt 137 Premier-League-Einsätzen. Während er bei der dänischen Nationalmannschaft selten unumstritten war, wurden seine zumeist konstanten Leistungen in Derby sehr geschätzt. Dazu kam, dass er die Mannschaft bei einigen Partien als Kapitän anführte, und nach Abschluss der Saison 1998/99, die Derby County als respektabler Tabellenachter abschloss, wurde er zum vereinsintern besten Spieler gewählt. Im Verlauf seiner Karriere trat er nur selten als Torschütze in Erscheinung, wenngleich sein kraftvolles Freistoßtor gegen Manchester United (1:1) am 4. September 1996 in Erinnerung blieb. Dabei hatte die Verteidigung mit einer Flanke gerechnet und keine ausreichende Mauer gebildet und so schlug der Ball neben Laursens Landsmann Peter Schmeichel ins Tor ein. Laursen galt als „Modellathlet“ und „Mister Zuverlässig“, so dass im Sommer 2000 sein Wunsch, aus familiären Gründen nach Dänemark zurückzukehren, mit Bedauern zur Kenntnis genommen wurde.

#### Rückkehr nach Dänemark
Ablösefreies Ziel war im August 2000 in Dänemark der Erstligist FC Kopenhagen. Unter dem englischen Trainer Roy Hodgson gewann Laursen mit seinen neuen Mannschaftskameraden auf Anhieb die dänische Meisterschaft, aber bereits ein halbes Jahr später ging man im Streit auseinander. Laursen kritisierte seine Mitspieler als unprofessionell und so verließ er den Hauptstadtklub im Januar 2002, um sich erneut in England zu versuchen. Für 400.000 Pfund schloss er sich in der Premier League dem im Abstiegskampf befindlichen Klub Leicester City an. In Leicester sollte er jedoch sein Glück nicht finden, bestritt bis zum Jahresende lediglich zehn Ligapartien für die „Foxes“ und wurde im Verlauf von 2002 für jeweils einen Monat an die Wolverhampton Wanderers und den Aarhus GF ausgeliehen. Dabei kam er bei den „Wolves“ überhaupt nicht zum Zug und auch die fünf Begegnungen für Aarhus beinhalteten keine nachhaltige Empfehlung.
Der Plan, ihn für die gesamte Saison 2002/03 nach Griechenland zu PAOK Saloniki auszuleihen, scheiterte an Laursens Weigerung, für den Verein zu spielen, nachdem diverse Zusicherungen vor Ort von Seiten PAOKs nicht eingehalten worden waren. So stellte ihn Leicester im November 2002 frei für einen ablösefreien Wechsel, nachdem der Klub nach dem Erstligaabstieg in finanzielle Schwierigkeiten gekommen war.
Ende November 2002 unterschrieb Laursen einen Vertrag in Österreich bei Rapid Wien, wurde jedoch bereits im April 2003 wieder freigestellt. Er zog zurück nach Dänemark und setzte seine Fußballerlaufbahn ab September 2003 als Amateur fort. Hier spielte er für seinen Heimatklub Velje BK, der mittlerweile nur noch in der zweiten Liga aktiv war. Im Jul 2004 wechselte er zum Ligakonkurrenten FC Fredericia und blieb dort bis zum Ende seiner Laufbahn im September 2005.

### Dänische Nationalmannschaft
Laursen gehörte zum dänischen Kader bei den Olympischen Sommerspielen 1992 und bestritt dort alle drei Gruppenspiele, die mit dem vorzeitigen Aus als Tabellenletzter endeten. Nach dem Gewinn der dänischen Meisterschaft 1994 mit Silkeborg debütierte er im Januar 1995 für die dänische A-Nationalmannschaft im Rahmen des König-Fahd-Pokals. Unter Trainer Richard Møller Nielsen bestritt er alle drei Spiele, darunter auch den 2:0-Finalsieg gegen Argentinien. Zweieinhalb Jahre später gehörte er zum dänischen Kader der Euro 1996 in England. Dort war für Dänemark bereits nach der Vorrunde Schluss und Laursen kam lediglich beim zweiten Spiel gegen Kroatien (0:3) per Einwechslung zur zweiten Halbzeit für Thomas Helveg zum Einsatz. Ein weiteres Mal im Kader befand er sich bei der WM-Endrunde 1998 in Frankreich. Dort blieb ihm ebenfalls nur eine Nebenrolle vergönnt. Im dritten Gruppenspiel gegen den Gastgeber wurde er in der zweiten Halbzeit durch Søren Colding ersetzt und blieb bis zum Aus im Viertelfinale auf der Ersatzbank. Im März 2000 beendete Laursen seine Nationalmannschaftskarriere unter seinem ehemaligen Förderer Bo Johansson. Er gab dabei neben persönlichen Gründen auch an, dass Buhrufe gegen ihn bei seiner Einwechslung am 17. November 1999 gegen Israel (3:0) eine Rolle gespielt hätten. So blieb sein 25. Länderspiel das letzte.

## Jenseits des Fußballs
Laursen, der in seiner aktiven Zeit stets ausreichend Geld verdient hatte, verlor nahezu die gesamten in Aktien investierten Ersparnisse nach den Terroranschlägen vom 11. September 2001. Nach der aktiven Laufbahn arbeitete er als Spielerberater in der Agentur seines ehemaligen Derby-Teamkollegen Darryl Powell. Im Jahr 2015 verlor er einen Prozess im Rahmen des Transfers von Jan Gunnar Solli zu den New York Red Bulls aus dem Jahr 2011 und wurde zu einer Zahlung von 1,3 Millionen DKK verurteilt. Da er über die finanziellen Mittel dafür nicht verfügte, wurde er vor dem Konkursgericht in Kolding für insolvent erklärt. Seinen eigenen Angaben gemäß nahm Laursen infolgedessen eine Fabriktätigkeit mit 12-Stunden-Schichten an.

## Titel/Auszeichnungen
- Dänische Meisterschaft (2): 1993/94, 2000/01
- König-Fahd-Pokal (1): 1995